# Joaquín Bernardo de Campuzano
Joaquín Bernardo de Campuzano (Cuzcurrita de Río Tirón, 1767 o 1768-Puerto Príncipe, 28 de agosto de 1827) fue un político español.

## Biografía
Nació en la localidad española de Cuzcurrita de Río Tirón, dependiendo de la fuente el 21 de agosto de 1767 o en 1768. Estudió leyes y se recibió de abogado en Salamanca. Nombrado oidor de Buenos Aires cuando tenía 26 años, nueve años después fue sucesivamente trasladado a la audiencia de Chile y a la de Guatemala, donde, además de las funciones de la magistratura, desempeñó también las de intendente de aquella casa de moneda. En 1810 le nombraron regente de la Audiencia de Puerto Príncipe, cargo que desempeñó hasta su fallecimiento, acaecido el 28 de agosto de 1827.